# Versión española
Versión española es un programa de televisión de Televisión Española creado por el cineasta Santiago Tabernero. Estrenado en 1998 se emite los domingos a las 22:25h. por TVE 2 aunque esporádicamente se  emite por La 1. Desde su inicio su presentadora ha sido la actriz Cayetana Guillén Cuervo.
Destaca por ser el único programa de televisión reconocido con la Medalla de Oro al Mérito en las Bellas Artes, concedido por el Ministerio de Cultura en 2007.

## Formato
Versión española es un programa que repasa filmografía contemporánea del cine español y latinoamericano. Tras una breve presentación de aproximadamente 5 minutos a cargo de la conductora se proyecta un largometraje. Tras su conclusión se abre un coloquio de 30 a 35 minutos de duración en el que intervienen habitualmente el director y/o los principales intérpretes de la película en cuestión.
A lo largo de la temporada también se pone en marcha un concurso de cortometrajes orientado a la difusión y fomento de los nuevos autores en el sector de la creación audiovisual. En 2019 se celebra el "XVIII Concurso iberoamericano de cortometrajes Versión Española / SGAE" que, además de competir por premios económicos, también son proyectados en el programa.

"Estoy muy orgullosa de mi labor como activista cultural, me parece que hemos hecho un clarísimo servicio público con Versión española. Ha sido una maravilla poder convertirnos en una escuela para los espectadores y acercar el cine español a la gente y enseñar a ver cine español de otra manera."
Cayetana Guillén Cuervo (Diario El País, 2019) 

## Equipo Técnico
Hasta 2003 el realizador, director de cine y guionista Santiago Tabernero dirigió el espacio. Desde entonces esa labor la desempeña Félix Piñuela.
Equipo: 
- Paz Sufrategui, Subdirectora; redacción/realización (1998-actualidad)
- Fernando Menchero (2009-2015)
- Javier García (2009-2015)
- Jesús Manrique Bravo (2006-2007)
- Cayetana Guillén Cuervo (1998-Actualidad)
- Sergio Catá Riobóo, redactor/realizador (2004-actualidad)

## Premios
- 2024: Premio Sant Jordi de la Industria 2024, a Versión Española, por sus 25 años difundiendo el cine, temas y técnicas, y dando voz a gente de todas las profesiones cinematográficas. [8]
- Premios Iris de la Academia de las Ciencias y las Artes de Televisión de España[9]
  - Mejor Programa Divulgativo. (2000). Ganador.
  - Mejor Programa Divulgativo. (2002). Nominado.
- Festival de Cine Iberoamericano de Huelva (2014)[10]
- Premio de la Unión de Actores. Premio especial (2008)
- Premios Turia. Premio especial (2007)
- Festival Internacional de Cine de San Sebastián (septiembre de 2018)
- Semana Internacional de Cine de Valladolid (octubre de 2018)

## Invitados
Durante 26 años, han pasado por el plató algunos de los más destacados representantes del cine español.